# Lus (topologie)
In de topologie, een deelgebied van de wiskunde, is een lus in een topologische ruimte {\displaystyle X} een pad {\displaystyle f} van het eenheidsinterval {\displaystyle I=[0,1]} op {\displaystyle X}, zodanig dat {\displaystyle f(0)=f(1)}. Een lus is met andere woorden een pad, waarvan het startpunt van de lus gelijk is aan het eindpunt. Een vrije lus bestaat ook, maar daarop is geen dergelijk onderscheidend punt te onderscheiden als op een gewone lus.
Een lus kan ook als een continue afbeelding {\displaystyle f} worden gezien van de eenheidscirkel S1 op {\displaystyle X}, omdat {\displaystyle S^{1}} als een quotiënt van {\displaystyle I} onder de identificatie 0 ∼ 1 kan worden beschouwd. 
De verzameling van alle lussen in {\displaystyle X} vormen een ruimte, die de lusruimte van {\displaystyle X} wordt genoemd. De lus wordt bij de definitie van de fundamentaalgroep gebruikt.